# Bonaventura Peeters il Vecchio
Bonaventura Peeters il Vecchio (Anversa, 23 luglio 1614 – Hoboken, 25 luglio 1652) è stato un pittore e incisore fiammingo.
Divenne uno dei più influenti pittori di dipinti a tema marinaresco dei Paesi Bassi nella prima metà del XVII secolo, dipingendo battaglie marine, tempeste, naufragi e navi nei fiumi e nei porti.

## Biografia
Era figlio di Cornelis Peeters e Catharina van Eelen.  Venne battezzato nella chiesa di san Walpurga ad Anversa il 23 luglio 1614. Era fratello del paesaggista marino Jan Peeters il Vecchio, Gillis Peeters il Vecchio e Catharina Peeters.

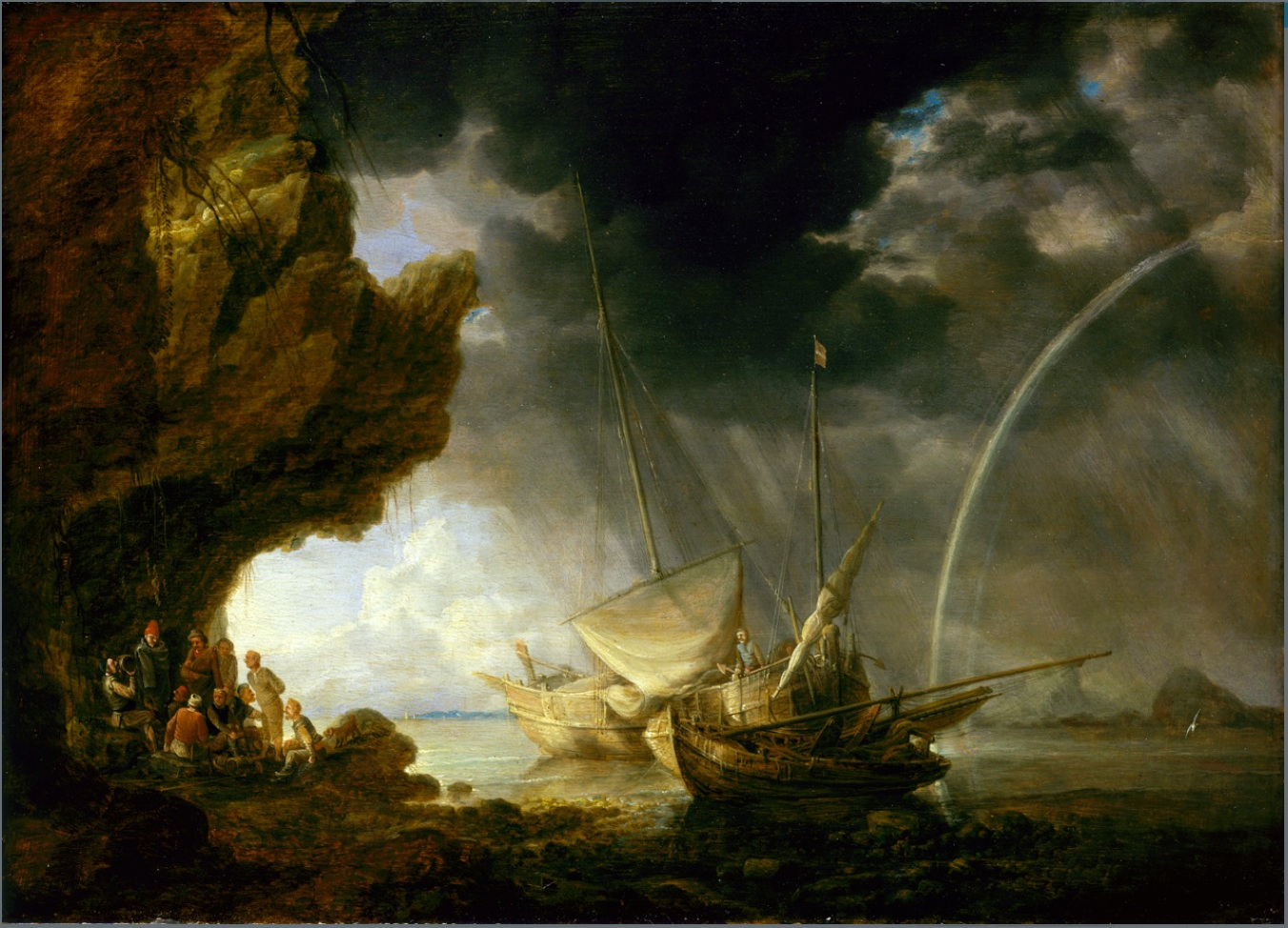
Paesaggio marino con marinai che si riparano da un temporale.

Non si sa nulla del suo primo apprendistato, anche se è possibile che Andries van Eertvelt, uno specialista di tempestose pitture marine, sia stato il suo maestro. Bonaventura divenne un maestro nella Corporazione di San Luca di Anversa nel 1634. Il 5 luglio 1638 ricevette una commissione, dal pensionato di Anversa, per produrre mappe della battaglia di Kallo e Verrebroek, avvenuta solo un mese prima e fu in grado di consegnare le mappe soltanto quindici giorni dopo. Ciò gli valse una successiva commissione da parte del pensionato per un grande dipinto dell'Assedio di Kallo, che venne completato in collaborazione con suo fratello Gillis. Divenne uno dei pochi specialisti di pitture a tema marino attivi nei Paesi Bassi meridionali durante la metà del XVII secolo.
Inizialmente condivise una bottega ad Anversa con suo fratello maggiore Gillis. Tuttavia, nel 1641 si trasferì a Hoboken, nei pressi di Anversa, dove visse in una spaziosa residenza e lavorò in uno studio con i suoi allievi Catharina e Jan Peeters il Giovane.
Non si sposò mai e morì a Hoboken, all'età di 38 anni, dopo essersi ammalato negli ultimi anni della sua vita.

## Opere

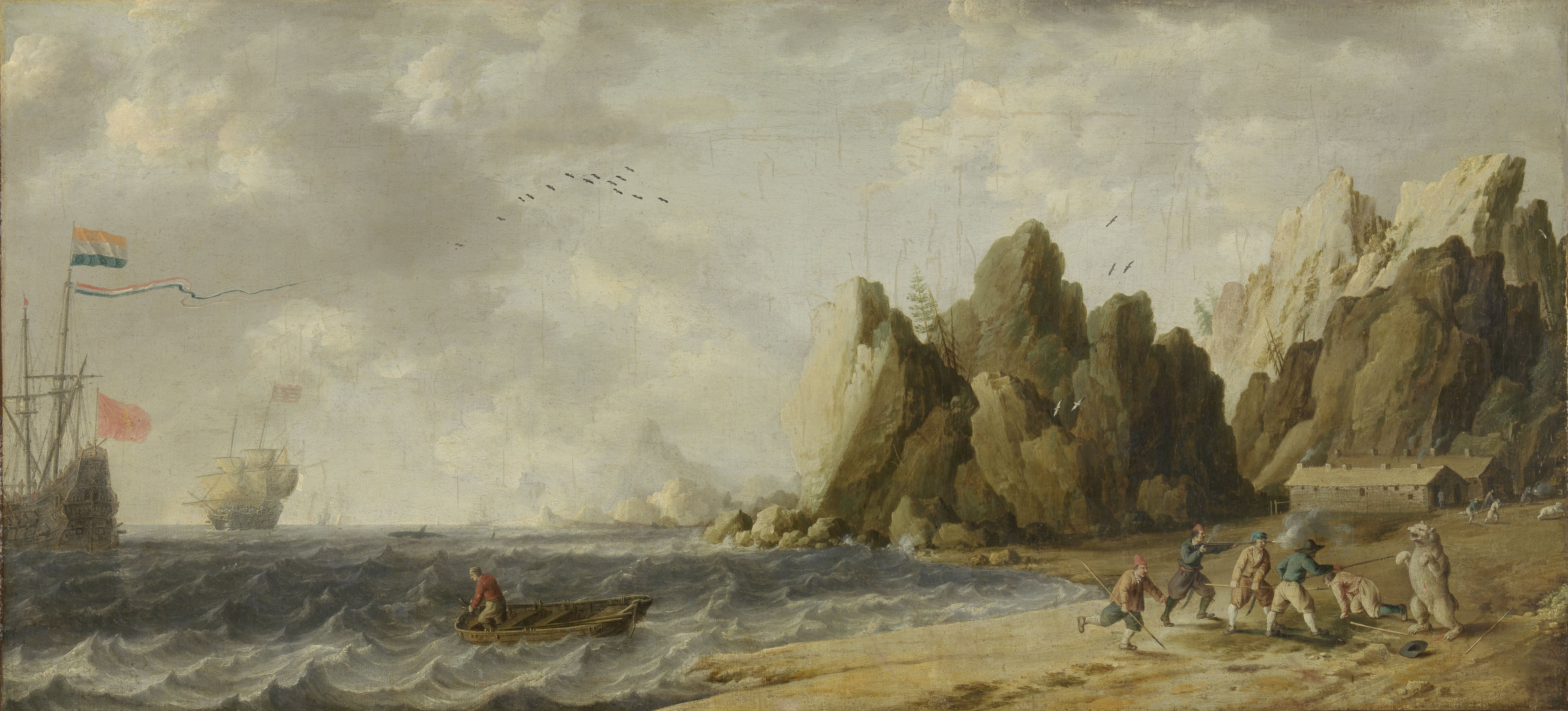
Orso polare abbattute sulle coste della Norvegia.

I suoi dipinti marini comprendono l'intera gamma di scene di battaglia, tempeste, naufragi, vedute di navi nei fiumi, acque costiere e porti, scene notturne, ed altro. I suoi primi dipinti marini sono vedute panoramiche. La sua conoscenza intima e accurata delle navi potrebbe suggerire una vita passata in mare. Prestò particolare attenzione alla rappresentazione dettagliata di nuvole e onde.
Le sue prime opere mostrano una somiglianza con la fase tonale della pittura paesaggistica olandese. I dipinti successivi riflettono i colori più forti del classicismo italiano. Questo cambiamento di stile fu conseguenza del cambiamento generale nello stile artistico in quel momento. Drammatici naufragi con nuvole e onde scure formano una parte significativa della sua opera, così come porti sereni con navi alla fonda.

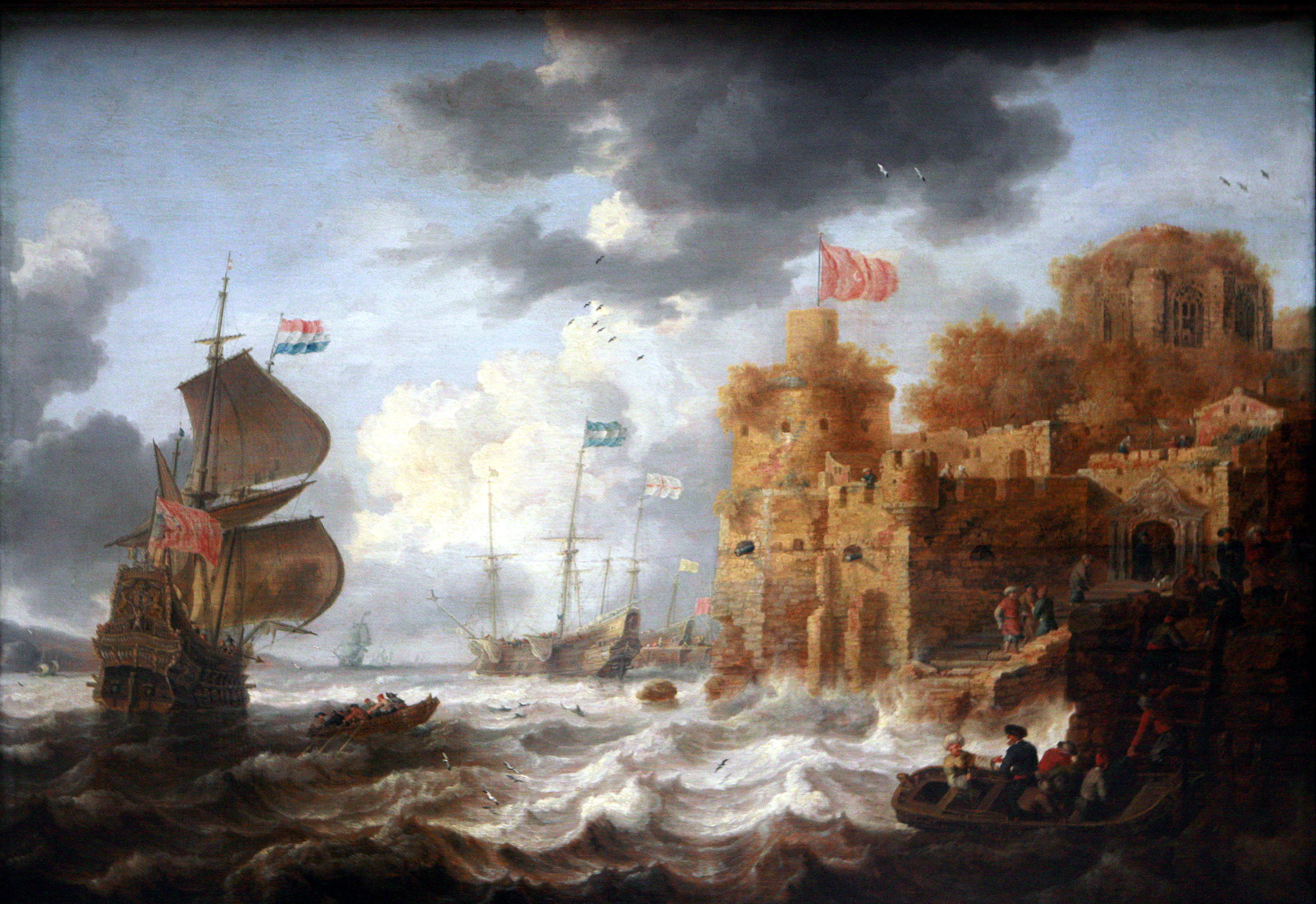
Un porto in Oriente

Molti dei dipinti di Peeters raffigurano luoghi reali lungo il Mare del Nord e il fiume Schelda e questi soggetti costituiscono la maggior parte della sua produzione artistica. Potrebbe anche aver viaggiato lungo la costa della Scandinavia come mostra il suo punto di vista sul porto di  Arcangelo nella Russia settentrionale, uno dei quali offre una scena di renne o alci che tirano le slitte. Le sue altre vedute di porti e scene scandinave portano a supporre che posa aver viaggiato in quei luoghi Ritornò più volte a rappresentare dei porti marittimi con spedizioni in primo piano e sviluppò qualcosa di speciale in questa rappresentazione. La sua prima veduta del genere risale al 1634, anno in cui divenne un maestro nella Corporazione di Anversa. Raffigura Le navi Hercules e Eenhorn fuori dal porto di Hoorn (1634, National Maritime Museum, Londra). L'opera di Peeters comprende numerosi piccoli dipinti di questo genere, comprese tre vedute di Willemstad, prese da diverse angolazioni, e una veduta di Brouwershaven, a Rotterdam.
Le sue numerose vedute di porti lontani del mar Mediterraneo e del Medio Oriente riflettono un gusto crescente per l'esotico e sono probabilmente completamente immaginate o derivati da stampe, comprese quelle del fratello minore Jan che aveva viaggiato nel Sud Europa. Questa tradizione si sviluppò simultaneamente sia nella pittura fiamminga barocca che in quella del secolo d'oro olandese, con molti artisti, compreso Peeters, operanti sia ad Anversa che nella Repubblica delle Sette Province Unite. Per le sue vedute del Brasile potrebbe aver preso spunto dalle descrizioni o raffigurazioni di suo fratello Gillis, che aveva viaggiato in Sud America.

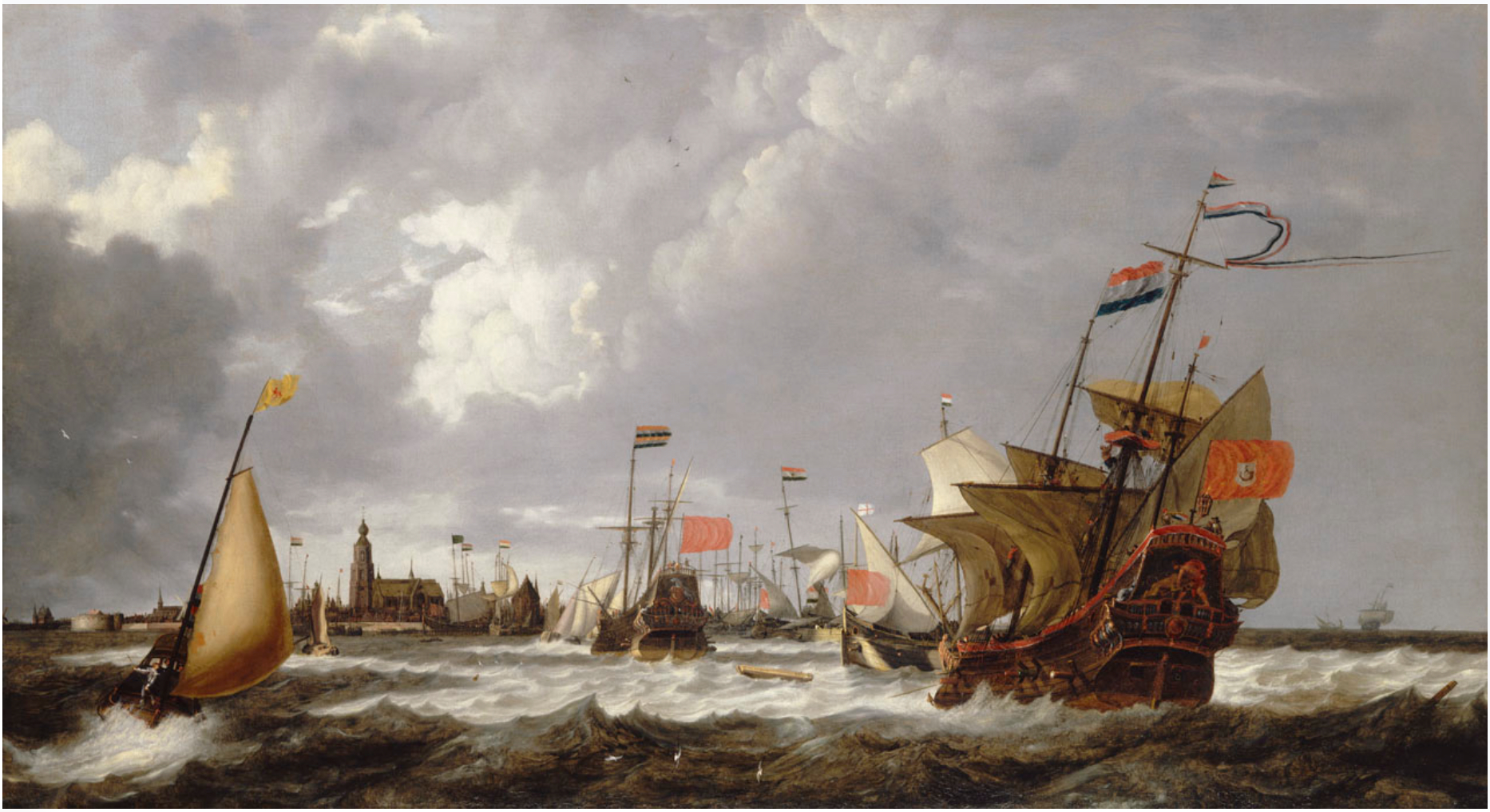
Le navi Hercules e Eenhorn fuori dal porto di Hoorn

Bonaventura Peeters è noto anche per i suoi disegni e incisioni con soggetti marini. Uno di essi, intitolato "Navi nella tempesta" (Museo Plantin-Moretus di Anversa) riporta un poema sul retro in cui confronta i pericoli in mare con i pericoli che l'uomo deve affrontare in tutta la vita.  I suoi disegni, così come quelli dei suoi familiari Jan Peeters il Giovane e Bonaventura Peeters il Giovane, sono stati utilizzati nella preparazione del Atlas Blaeu-Van der Hem di Laurens van der Hem
Ad esempio collaborò con membri della sua famiglia e altri artisti ad Anversa. Collaborò con suo fratello Gillis nel dipinto della Battaglia di Kallo. Dato che era un pittore di talento di persone e animali, gli fu chiesto da altri pittori di dipingere le figure nelle loro composizioni. La sua collaborazione con padre e figlio Pieter Neeffs il Vecchio e Pieter Neeffs il Giovane, pittori di interni di chiese, è documentata negli esempi firmati presenti nella National Gallery di Londra e nel Kunsthistorisches Museum di Vienna.

## Note

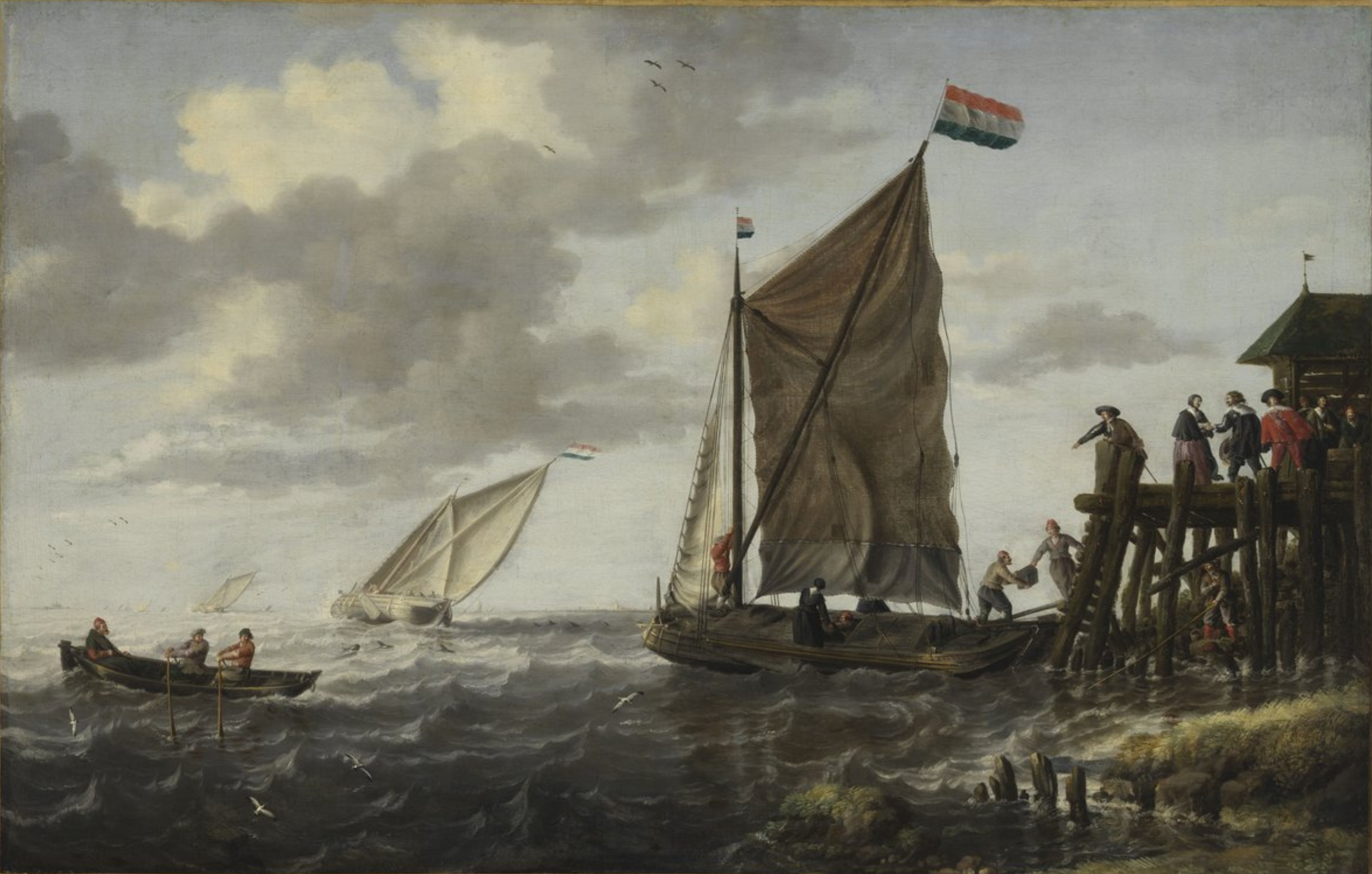
Arrivo di una imbarcazione